# مشروع كلمة وعالم
قام مشروع كلمة وعالم التابع لـ مختبر التعلم في جامعة ستانفورد بصياغة محاضرة كبيرة كانت بعنوان، مقدمة للعلوم الإنسانية (IHUM) من خلال تبني إستراتيجيات وتقنيات تربوية مصممة من أجل تحسين التعلم. وتم عقد هذه الدورة التدريبية عامي 1997 و1998. وكان الهدف من ابتكارات المنهج التعليمي هو نقل مادة المحاضرة الكبيرة إلى المجتمع التعليمي. الأساتذة: لاري فريدلاندر (اللغة الإنجليزية) وهاون ساوسي (دراسات شرق آسيا) وتيم لينيور (تاريخ); والمعيدون: كارلوس سيليجو ومارجو دينمان وأعضاء هيئة المختبر: تشارلز كيرنز وجورج توي عملوا جميعًا معًا على تطوير منهج دراسي شامل متوسط عبر مركز موقع الويب الخاص بالدورة التدريبية.

## مشكلات الدورة التدريبية المحاضرة الكبيرة
تم وضع هذه الدورة التدريبية استجابةً لنقائص الدورات السابقة للمحاضرة الكبيرة. فقد قيم الطلاب هذا النوع من الدورات التدريبية تقييمًا ضعيفًا وكانت هذه الدورة التدريبية تؤدي غالبًا إلى سلوكيات تثبط العملية التعليمية من جانب الطلاب: ترك الطلاب المحاضرات ولم يقرءوا الواجبات أو يتجهزوا للقاءات؛ وكان الطلاب يتزاحمون في الاختبارات وينتظرون حتى اللحظة الأخيرة لكتابة الإجابات مع التركيز على الدرجات وليس التعلم. وكان هناك مشاركون سلبيون في نظام لم يدعم المشاركة الفعالة. وكانت هناك دائمًا حالة من الانقطاع بين المحاضرة والتدريب. وكانت مستويات معرفة الطلاب بالمواد تتراوح بشكل كبير. فكانت الكلية تعرف معلومات قليلة عن مستوى معلومات الطلاب أثناء استمرار الدورة التدريبية وكان الطلاب يحصلون على القليل من التعقيبات حول أدائهم.

## تصميم الدورة التدريبية
كان المنهج التعليمي يعتمد على قراءة خمس مواد, سفر التكوين وبليد رنر وهاملت وكتاب التأملات لديكارت, من منظور علماء التاريخ أو الأدب أو الفلسفة. وتركز هذه الدورة التدريبية على أساليب القراءة والمناهج النقدية والتفسيرية بدلاً من التركيز على المحتوى.
في الدورة التدريبية في السنة الأولى، كان يتم عقد محاضرتين أسبوعيًا مدة المحاضرة ساعة واحدة تجمع كل الطلاب المائة ولقاءين نقاشيين لكل فرقة وكانت مدة اللقاء ساعة واحدة وكانت كل فرقة تضم 15 طالبًا. وكان الطلاب والمدرسون يشتركون في أنشطة الويب ومن بينها واجبات القراءة الممنهجة ومنتديات المناقشة غير المتزامنة. وكان موقع الويب يشتمل على مصادر ثرية لاستكمال المواد. كما عمل الطلاب في مشروعات جماعية مشتركة في الفرقة الواحدة وفي المناقشات الجماعية. ولم يكن هناك اختبار نهائي للدورة التدريبية؛ بل كان يقام معرض ليعرض فيه الطلاب مواقع الويب الخاصة بمشروعاتهم.

## التكنولوجيا
- موقع الويب المركزي للدورة التدريبية

هو موقع يضم تقويمًا وإعلانات والسير الذاتية للكلية ومنتديات المناقشة غير المتزامنة ومشروعات الطلاب
- مصادر ثرية لموقع الويب

يرتبط موقع الويب الخاص بالدورة التدريبية بمصادر ثرية تدعم كل مادة لإشراك جميع الطلاب، بدءًا من الطلاب المبتدئين ووصولاً إلى من لديهم اطلاع جيد بالمواد. فكان يضم معلومات توضيحية وتفسيرات ومعلومات ثقافية وتحليلات نقدية وتفسيرات مرئية للمواد ومن بينها الرسوم وتسجيلات الفيديو لعروض متعددة ومقاطع مختلفة من الأفلام.
- القراءات الممنهجة

يشتمل موقع الويب أيضًا على سلسلة من الواجبات عبر الإنترنت التي تقوم بمنهجة أنشطة القراءة للمتعلمين. فهذه الأنشطة عبر الإنترنت تعتمد على المعرفة السابقة لدى الطلاب وتقدم لهم الإرشادات عندما يتعاملون مع كل مادة. وفي السنة الأولى من المشروع عام 1997 كان يتم تسجيل إجابات الطلاب في صفحة شخصية عبر الإنترنت يمكن مشاركتها، ولكن بعد ملاحظة نسبة الاستخدام القليلة للصفحة الشخصية، تم تغيير التصميم في المرة الثانية من الدورة التدريبية عام 1998 بحيث يتم عرض الواجبات مباشرةً في منتدى المناقشة.
- المنتدى

يتميز المنتدى بميزات خاصة لدعم الدورات التدريبية للمحاضرة الكبيرة مثل عرض صورة فوتوغرافية للطالب الذي ينشر بجانب رسالته، وتنظيم المنتدى إلى مجموعات ووجود أنظمة إعلام لتنبيه الكلية والمجموعات بالمنشورات الخاصة. وكان المنتدى يُستخدم في مناقشة المحاضرات، وكانت الواجبات تنشر أيضًا في المنتدى (لم تكن الواجبات تُرسل إلى المدرس)؛ وكان المنتدى يُستخدم في التواصل من أجل تشكيل مجموعات المشروع. وتم تحسين المنتدى في السنة التالية للسماح بالارتباط المباشر بالواجبات والسماح للكلية بالتحكم في تنظيم المواد وتنظيم سير المناقشة.
- مواقع الويب الخاصة بمشروعات الطلاب

يُكمل الطلاب المشتركون في الدورة التدريبية المشروعات في النصف الثاني من الدورة بما يدلل على استيعابهم للمواد. وكانت المشروعات تُشكل باستخدام العديد من الوسائط في السنة الأولى ولكنها اقتصرت في السنة الثانية على المنشورات ومواقع الويب. وكانت الكلية تلتقي بالطلاب في كثير من الأحيان لمساعدتهم في التخطيط لمشروعاتهم. وكانت جميع مشروعات السنة السابقة متوفرة كنماذج عندما تكرر عقد الدورة التدريبية.
- التقييم

استخدم المشروع العديد من وسائل تقييم المشروع والتقنية: استطلاعات الرأي واللقاءات وتحليل فيديو التفاعل وتقييم الأقران ودراسات الأجناس البشرية. النتائج:
-وفر المنتدى وسيلة للمناقشة بين الطلاب الهادئين وأنماط التعليم المختلفة المُعدلة.
-ساعد المنتدى والواجبات الطلاب في الاستعداد للقاءات المباشرة من خلال مناقشة المشكلات الأساسية قبل الحصة. 
-أضاف المزيد من أعباء العمل بالنسبة لأعضاء هيئة التدريس.
-كان هناك ارتباط إيجابي بين الدرجات المتحققة على الأوراق وعدد منشورات المنتدى.

## وصلات خارجية
- The Archived World and the World Web Site
- Faculty Larry Friedlander Site
- Faculty Tim Lenior Site at Stanford
- Faculty Haun Saussy Site
- Syllabus Magazine 1998 article "Transforming the Large Lecture Course"
- Pedagogical Roles and Implementation Guidelines for Online Communication Tools in Sloan ALN Magazine, Dec 99
- Stanford Press Release on IHUM courses
- IHUM course descriptions
- Stanford Faculty Senate Report on IHUM courses